# Гельбензанде (замок)
Гельбензанде (нем. Jagdschloss Gelbensande) — охотничий замок в одноимённой общине недалеко от Ростока на севере земли Мекленбург-Передняя Померания, Германия. Комплекс был спроектирован и построен как летняя резиденция великого герцога Мекленбург-Шверина Фридриха Франца III и его жены Анастасии Михайловны Романовой.

## История

### 1884–1945

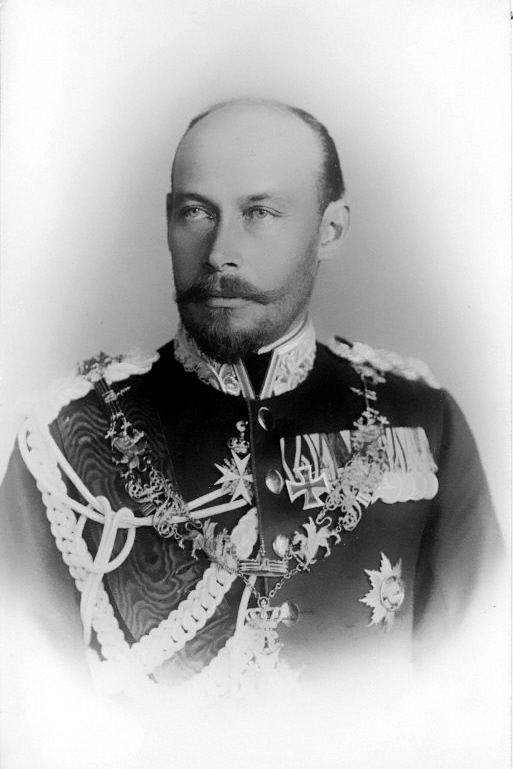
Великий герцог Мекленбург-Шверина Фридрих Франц III

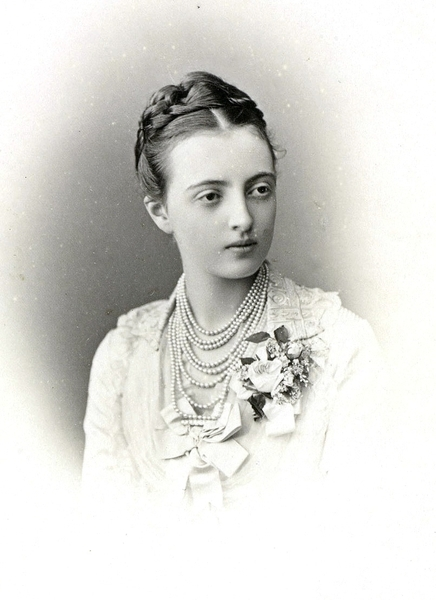
Великая княгиня Анастасия Михайловна Романова

В 1884 году великий герцог Фридрих Франц III нанял известного архитектора Готтхильфа Людвига Мёкеля, чтобы тот спроектировал и построил охотничий домик среди лесов региона Гельбензандер. Первый камень в фундамент был заложен 1 мая 1885 года в присутствии великого князя Михаила Николаевича Романова, четвёртого сына императора Николая I, отца супруги герцога. Работы продвигались достаточно быстро и уже в летом 1887 года здание могло принять жильцов. Торжественная церемония открытия новой резиденции состоялась 25 августа.
Великий князь Михаил Николаевич Романов, который принимал активное участие в финансировании строительства, а также его сыновья ежегодно приезжали в Гельбензанде на охоту.
В 1891 году архитектор Мёкель презентовал проект охотничьего замка в лесу Гельбензандер на международной художественной выставке в Берлине.
После смерти Фридриха Франца III в 1897 году комплекс стал летней резиденцией его вдовы, великой княгини Анастасии. 
Важным событием в истории замка была состоявшаяся здесь 4 сентября 1904 года помолвка принцессы Цецилии Мекленбург-Шверинской и наследного принца Вильгельма Прусского, сына кайзера Вильгельма II. Объявление о помолвке прозвучало в соседнем здании чайного домика. В этот же день вокруг усадьбы начался лесной пожар. Присутствовавшие на торжествах наследный принц Пруссии Вильгельм, наследный принц Дании Кристиан и великий герцог Мекленбурга Фридрих Франц IV приняли личное участие в тушении огня. Великий герцог позднее стал попечителем пожарной команды городка Гельбензанде. В частности, в сентябре 1932 года он подарил общине пожарную машину Opel.
Анастасия Михайловна покинула Германскую империю в начале Первой мировой войны, так как её русская родня воевала на фронтах против немцев. При этом она уехала не на родину в Россию, а перебралась в Швейцарию.
8 ноября 1918 года народное правительство, поддерживаемое социал-демократами, объявило о радикальных реформах. Великий герцог Фридрих Франц IV 14 ноября 1918 отрекся от престола. Таким образом пришёл конец истории монархии Мекленбурга. Вскоре герцогская семья отправилась в добровольное изгнание в Данию. Но уже в 1919 году Фридрих Франц IV вернулся в Германию. Правда, охотничий замок Гельбензанде временно перешёл в собственность региона Мекленбург, которым руководил Хуго Вендорфа. В конце концов качестве благодарности за добровольное отречение от престола Фридриху Францу IV Мекленбургскому вернули охотничий замок. Он проживал в нём до 1921 года, а затем предпочёл переехать в замок Людвигслуст. Вплоть до середины 1944 года в Гельбензанде проживал внук великой княгини Анастасии Христиан Людвиг Мекленбургский.

### 1945–1989
1 мая 1945 года на близлежащей железнодорожной станции оказался санитарный поезд немецкой армии. Так составу уже некуда было двигаться, но оставалась высокая опасность оказаться объектом авианалёта, командир санитарного поезда доктор Хоффманн распорядился разместить 750 раненых солдат вермахта непосредственно в охотничьем замке и в других постройках комплекса.
Советские войска оккупировали Мекленбург в начале мая 1945 года. Причём советское командование также стало использовать замок как госпиталь. В больницу направили не только раненых солдат, но и бывших узников концлагеря Шварценпфост, которые работали на авиазаводе Heinkel в Ростоке. На кладбище недалеко от замка похоронены 48 людей разных национальностей, умерших здесь от ран и болезней — солдат, военнопленных и бывших подневольных рабочих. В память о них установлен памятник.
В ходе земельной реформы в советской зоне оккупации охотничий замок был экспроприирован. Бывшие владельцы предпочли уехать в Шлезвиг-Гольштейн, который оказался в британской зоне оккупации. При образовании ГДР национализированный комплекс Гельбензанде стал государственной собственностью. Его стали использовать как лечебное учреждение. До 1979 года замок служил туберкулезным санаторием и больницей.
С 1980 по 1985 год бывший замок использовался как общежитие для строителей города Ростока. По решению районного руководства СЕПГ в это время в общине Гельбензанде начали возводить жилищный массив и сопутствующую инфраструктуру. Группа архитекторов и деятелей культуры выступала против строительства типового жилья почти у стен замка, но власти ГДР проигнорировали протесты.
С 1986 года замок стал использоваться как многофункциональное сооружение. Здесь размещалась общественная библиотека, клуб ветеранов, различные секции и административные службы. В 1988 начался ремонт главного здания.

### После 1990 года
После объединения Германии встал вопрос о дальнейшей судьбе замка. В июле 1990 года было дано разрешение на открытие здесь казино. Однако уже через год лицензии оказалась отозвана. В 1994 году власти общины приобрели замок в муниципальную собственность. В 1996 году начался ремонту верхних этажей и внешнего фасада. Обсуждалось устройство здесь кондоминиумов, гостиницы или поликлиники. Но от этих проектов пришлось отказаться, так как активисты-общественники наставили на свободном доступе населения в бывшую резиденцию мекленбургского герцога.
В 2008 году муниципалитет продал охотничий замок частной строительной компании. С тех пор часть здания используется в коммерческих целях. Представительские помещения на первом этаже остаются по особой договорённости в распоряжении муниципалитета. Здесь проходят выставки и различные культурные мероприятий.
Одиннадцать отреставрированных комнат с четырьмя каминными залами и ванной великого герцога открыты для туристов. Здесь действует постоянная экспозиция датский королевского фарфора, выставлены охотничьи трофеи и старинные гравюры. Есть стенды посвящённые истории комплекса.

## Описание

### Выбор места и общая концепция
Великий герцог Фридрих Франц III, выбирая место для строительства охотничьего замка в первую очередь рассматривал не удобство охоты, а мягкий местный климат. Герцог страдал астмой и ему требовалось постоянное пребывание на свежем воздухе. Выбор места поддержала и его супруга Анастасия Михайловна.
По просьбе хозяйки дом не стали перегружать обилием декоративных башенок и прочими элементами типичного немецкого замка. Владельцы требовали от архитектора, чтобы комплекс в первую очередь гармонировал с окружающей средой. Важное значение придавалось удобству и комфорту. 

### Внешний облик

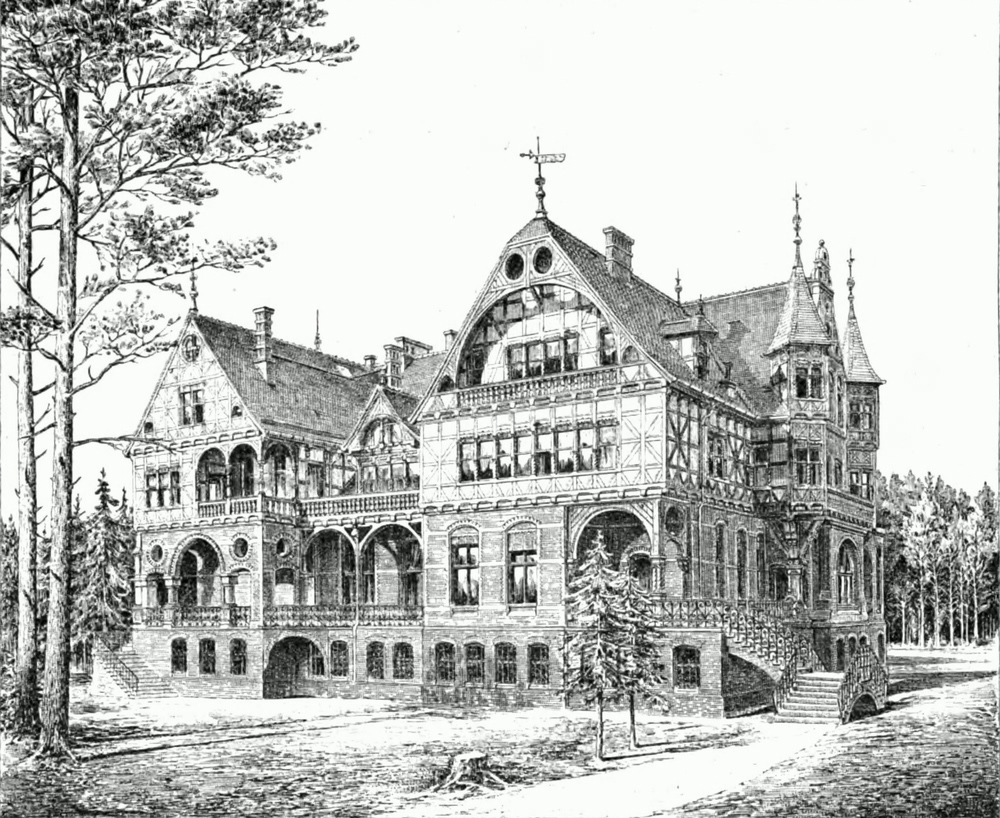
Рисунок замка, сделанный в конце XIX века

По просьбе владельцев главным примером внешнего облика охотничьего замка должны были стать респектабельные английские загородные резиденции. По просьбе великой княгини Анастасии для оформления также были предусмотрены элементы русских боярских усадеб. Это можно увидеть, среди прочего, в ряде декоративных украшений из дерева. Особого внимания заслуживает деревянная кровля парадного входа. На здании также изображён российский имперский двуглавый орёл. Архитектура балконов и террас также ясно демонстрирует архитектурные вкрапления русского стиля. Ряд предложений в проект комплекса внёс и великий князь Михаил Николаевич Романов.
Нижняя часть замка построена из красного и жёлтого кирпича, который производился по специальному заказу на заводе Saniter в Ростоке. Декоративные узоры выполнены с использованием жёлтого кирпича, который хорошо контрастирует с кладкой красного кирпича. Такая цветовая гамма характерна для фасадов зданий, спроектированных архитектором Mёкелем. В свою очередь верхний этаж спроектирован в виде классического фахверка. Древесина для строительства заготавливалась в окружающих лесах. По просьбе великой княгини все залы построены так, чтобы защищать обитателей от прямых солнечных лучей и сквозняков. 
Лестницы первого этажа украшены художественно оформленными коваными перилами. Богато украшенный угловой эркер (слева от главного входа) также построен под влиянием русских архитектурных традиций. Именно здесь на фасаде и размещено изображение двуглавого орла.
Привлекают внимание размещённые на кровле крупные шары из меди с наконечником. Они служили громоотводами и до выполняют данную функцию.

### Интерьеры
Центр дома — охотничий зал. Отсюда можно пройти в гостевой салон, а также в столовую. Охотничий зал — самое просторное помещение комплекса. Оно украшено множеством охотничьих трофеев. Стены и потолок обшиты деревянными панелями. В столовой можно заметить эркеры, которые позволяли гостям садиться с видами на окружающий парк. Богато украшенные камины — ещё одна важная часть интерьера. Причём дрова доставлялись из подвала в жилые комнаты на специальном лифте. Несмотря на все сложности внутреннее убранство первого этажа сохранилось в первозданном виде.
Хозяйские спальни и ванные комнаты находились на втором этаже. Эти помещения щедро украшены и роскошно отделаны. Рядом расположены комнаты для гостей и прислуги. Любопытно, что по просьбе основателей замка между первым и вторым этажами создана мощная система звукоизоляции. Многие окна исполнены с применением цветного стекла. 
На втором этаже имеется ещё одна столовая. Здесь завтракали, а иногда и ужинали герцог и члены его семьи. Кухня была строго отделена от жилой площади. В столовую вёл ещё один специальный лифт, который позволял доставлять готовые блюда прямо к столу. На самом верхнем этаже имелось ещё несколько гостевых комнат, а также система подогрева воды для ванных комнат. 
В подвале находились другие служебные и хозяйственные помещения. Вниз вела прочная каменная лестница.
В замке имелась уникальная для своего времени система отопления тёплым воздухом. Нагретый воздух подавался в помещения по особым трубам. Камины и изразцовые печи служили не главным, а дополнительным источником тепла. Ванные комнаты были оборудованы самой современной техникой. Вода подавалась с помощью электронасоса.

## Галерея

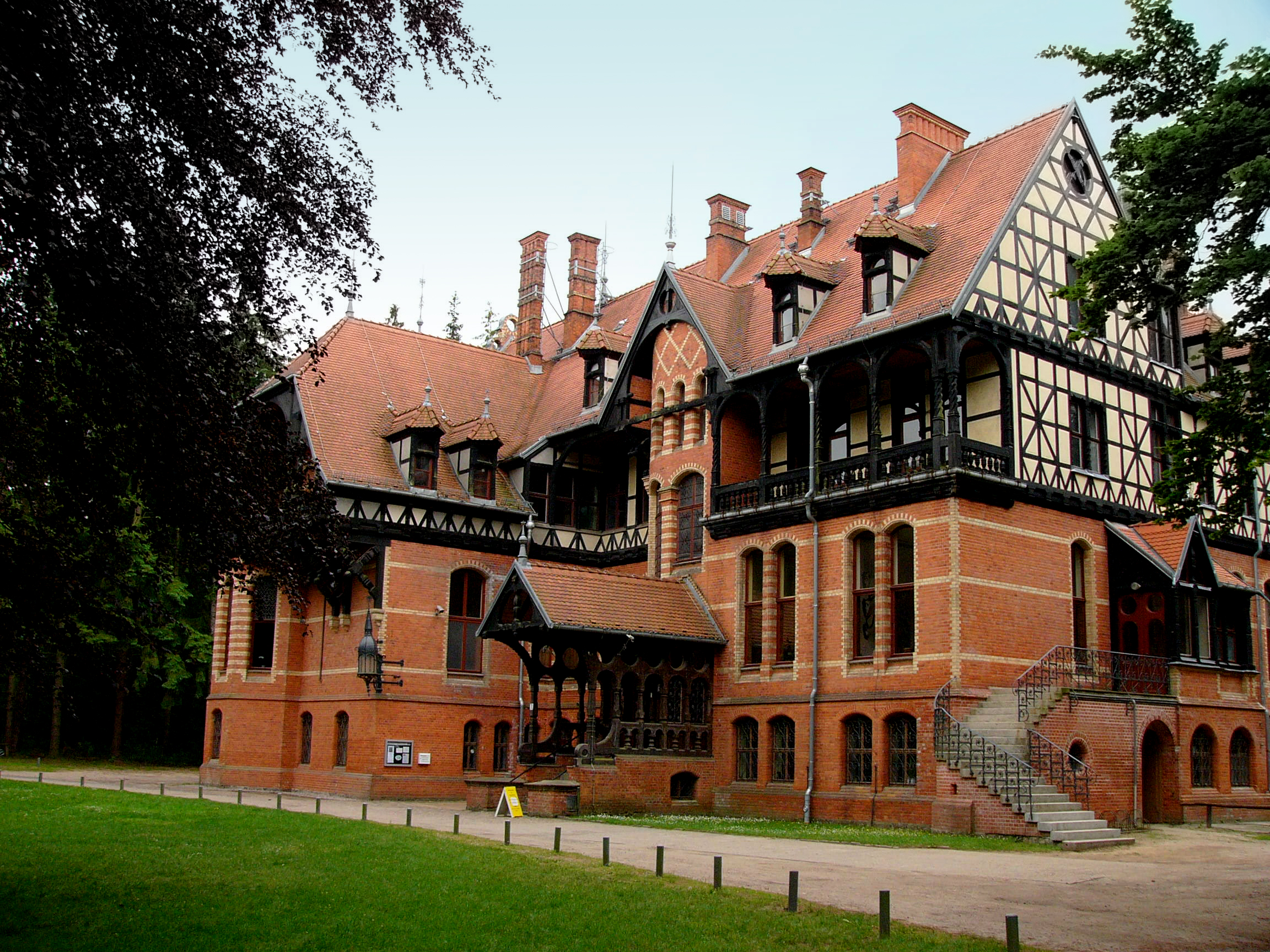
Вид комплекса с северной стороны
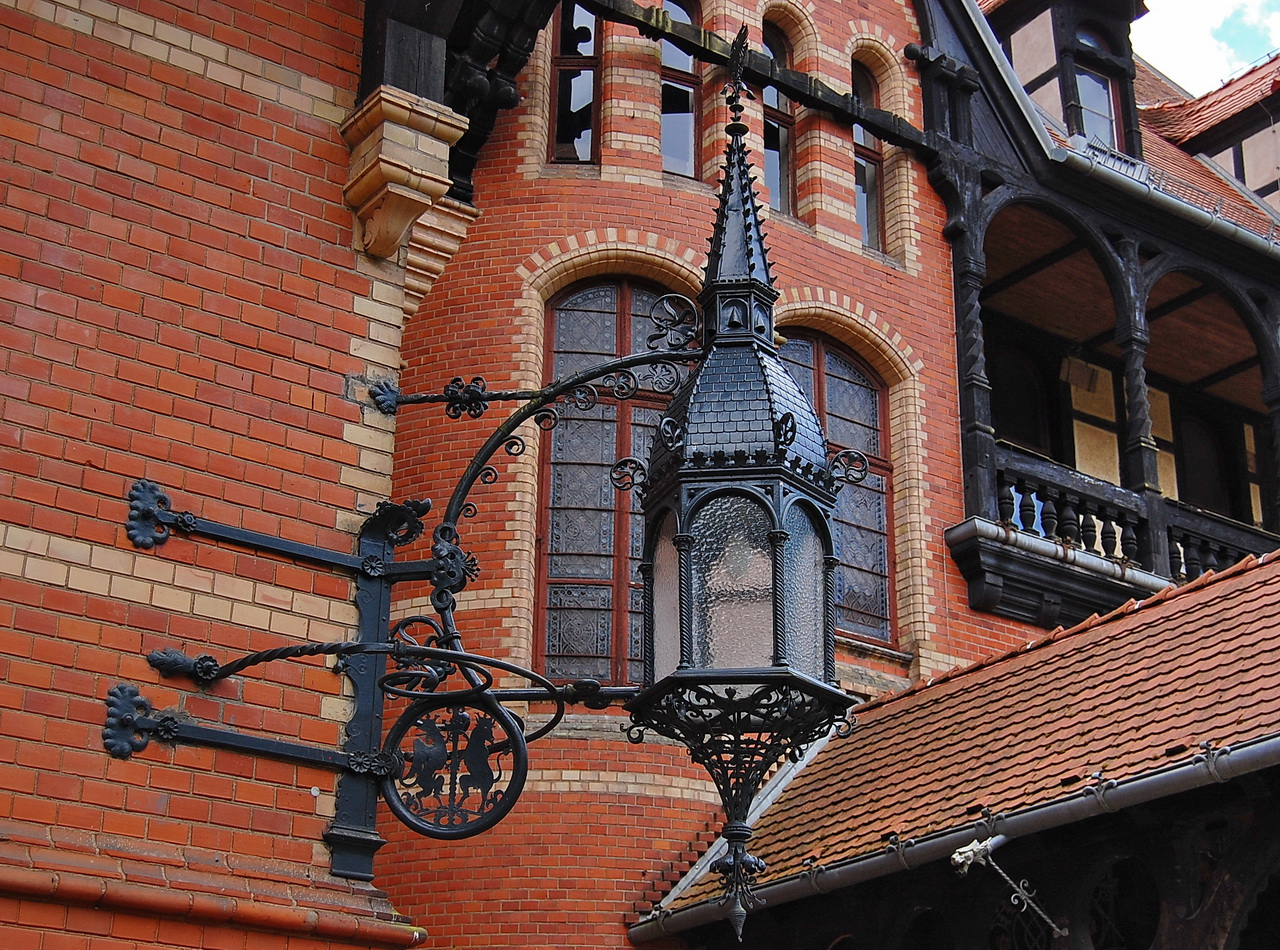
Фонарь у главного входа
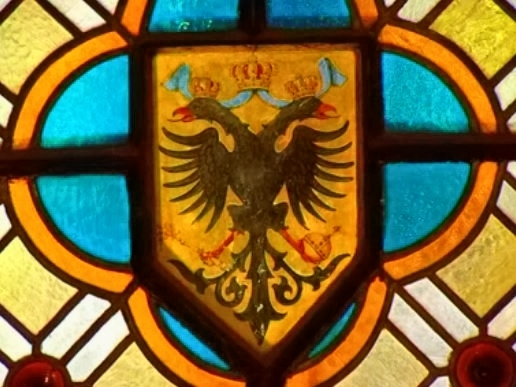
Российский двуглавый орёл на фасаде здания
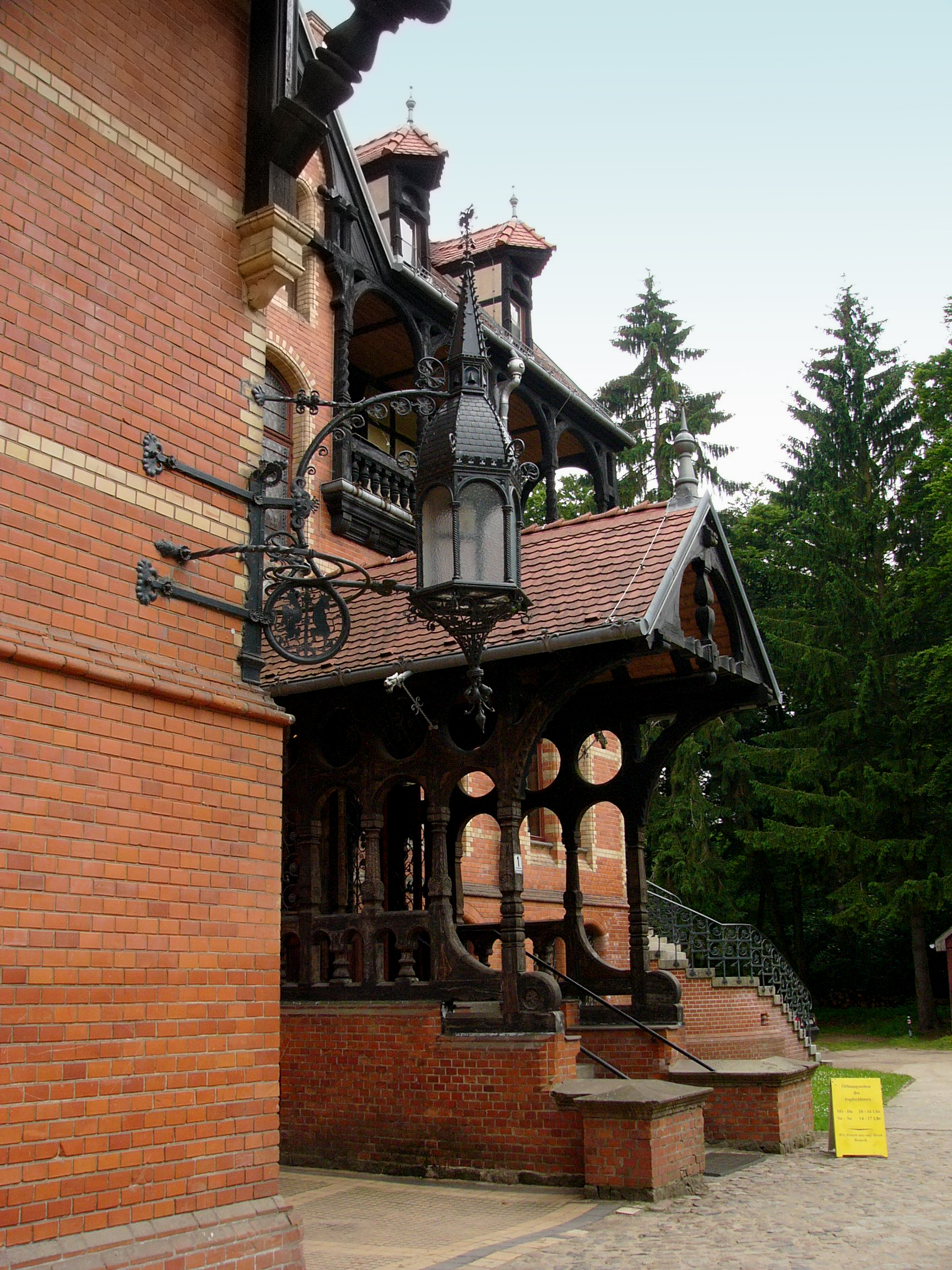
Крыльцо замка
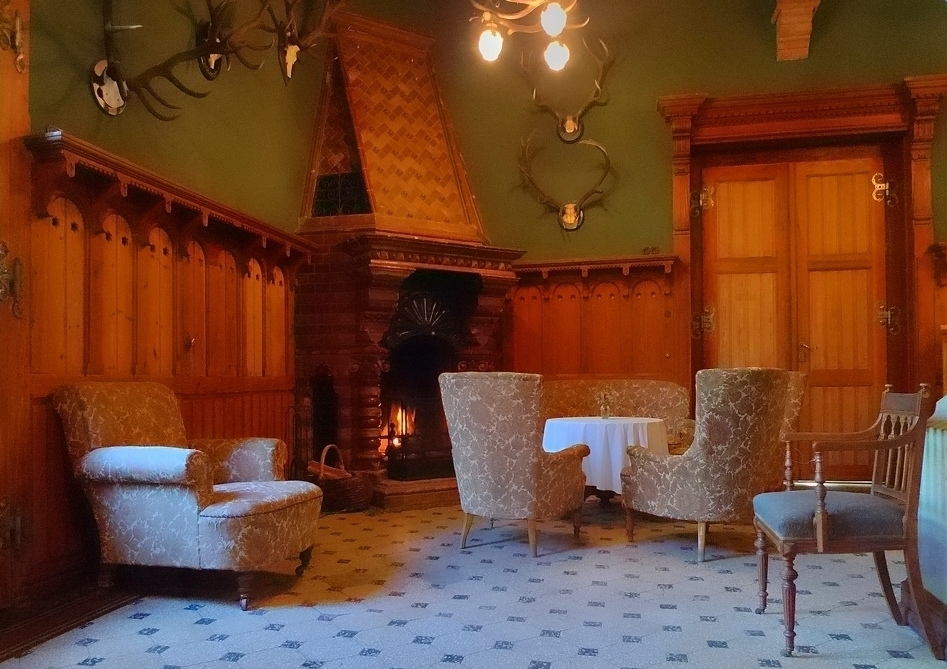
Одно из помещений с камином